# Beijinho
Le beijinho (prononciation en portugais [bej'ʒĩɲu]), littéralement « petit baiser », également connu sous le nom de branquinho (« petit blanc »), est un bonbon de fête d'anniversaire brésilien typique.
Le beijinho est préparé avec du lait concentré, de la noix de coco râpée séchée, roulé sur du sucre en poudre ou noix de coco râpée et souvent surmonté d'un clou de girofle.

## Description
Le beijinho est la version noix de coco du brigadeiro brésilien. Une fois roulé, il peut être recouvert de sucre cristallisé ou de noix de coco râpée. Traditionnellement, un seul clou de girofle est placé dans le haut du bonbon.

## Histoire
On pense que le beijinho s'appelait à l'origine le « baiser de la nonne » et était autrefois composé d'amandes, d'eau et de sucre.